# Нэнси Дрю. Записки чёрной кошки
«Нэнси Дрю. Записки чёрной кошки» (англ. Nancy Drew: Warnings at Waverly Academy) — компьютерная игра в жанре квест, двадцать первая в серии «Нэнси Дрю». Создана в 2009 году компанией Her Interactive. Предыдущей частью серии является «Клад семи кораблей», а следующей — «По следу торнадо».

## Игровой процесс
Игра ведётся от первого лица. В левом нижнем углу присутствуют сотовый телефон, блокнот, планшет с заданиями и инвентарь; телефон имеет несколько функций. Соответственно сам телефон, сообщения, часы, настройки, фотоаппарат. Также в игре присутствует система замечаний. Если Нэнси получит 15 замечаний, то игра закончится. Также можно получать поощрения, которые убирают полученные замечания или дают «страховку», если замечаний не присутствует. Ещё в игре Нэнси придётся каждый день дежурить в буфете. Если этого не делать, можно получить замечания. Но если дежурить в буфете 5 или больше раз в день, то можно получать поощрения. Также Нэнси может обратиться за помощью к своему парню Нэду Никерсону.

## Сюжет
Когда студентки престижной академии одна за другой становятся жертвами угроз и опасных происшествий, помочь может только знаменитая Нэнси Дрю. На этот раз бесстрашная девушка-детектив работает под прикрытием. В атмосфере всеобщей лжи и недомолвок перед ней поставлена непростая задача — предотвратить грандиозный скандал. Негодяй избрал своей целью самых успешных студенток и действует под покровом зловещей легенды о чёрной кошке.

## Отзывы
| Сводный рейтинг          | Сводный рейтинг |
| Агрегатор                | Оценка          |
| ------------------------ | --------------- |
| GameRankings             | 75,82 %         |
| Metacritic               | 76              |
| MobyRank                 | 74              |
| Иноязычные издания       |                 |
| Издание                  | Оценка          |
| GameZone                 | 9,0             |
| Adventure Classic Gaming | 5 из 5          |
| AdventureGamers          | 4               |
| Русскоязычные издания    |                 |
| Издание                  | Оценка          |
| «Канобу»                 | 7,0             |
| «Страна игр»             | 7,5             |